# Cort del Nord
La Cort del Nord, també coneguda com els Pretendents Ashikaga o Pretendents del Nord, van ser un grup de sis pretendents al tron del Japó, que va governar entre 1331 i 1392.
Els orígens de la Cort del Nord daten de l'emperador Go-Saga, que va regnar del 1242 al 1246. Go-Saga va ser succeït successivament per dos dels seus fills, l'emperador Go-Fukakusa i l'emperador Kameyama. Els descendents d'aquests dos van competir l'un amb l'altre pel tron. Els descendents de Go-Fukakusa van ser referits com el Jimyōin-tō mentre els descendents de Kameyama van ser coneguts com els Daikakuji-tō.